# Стейсі (Міннесота)
Стейсі (англ. Stacy) — місто (англ. city) в США, в окрузі Чисаго штату Міннесота. Населення — 1703 особи (2020).

## Географія
Стейсі розташоване за координатами 45°22′30″ пн. ш. 93°0′22″ зх. д. / 45.37500° пн. ш. 93.00611° зх. д. (45.374876, -93.006175).  За даними Бюро перепису населення США в 2010 році місто мало площу 9,27 км², з яких 9,09 км² — суходіл та 0,18 км² — водойми. В 2017 році площа становила 8,21 км², з яких 8,04 км² — суходіл та 0,17 км² — водойми.

## Демографія
Згідно з переписом 2010 року, у місті мешкало 1456 осіб у 548 домогосподарствах у складі 379 родин. Густота населення становила 157 осіб/км².  Було 591 помешкання (64/км²).
Расовий склад населення:
| - 94,4 % — білих - 1,4 % — азіатів - 0,8 % — чорних або афроамериканців - 0,3 % — корінних американців - 0,1 % — вихідців з тихоокеанських островів |

До двох чи більше рас належало 2,4 %. Частка іспаномовних становила 1,7 % від усіх жителів.
За віковим діапазоном населення розподілялося таким чином: 27,3 % — особи молодші 18 років, 64,0 % — особи у віці 18—64 років, 8,7 % — особи у віці 65 років та старші. Медіана віку мешканця становила 33,4 року. На 100 осіб жіночої статі у місті припадало 111,3 чоловіків;  на 100 жінок у віці від 18 років та старших — 109,5 чоловіків також старших 18 років.
Середній дохід на одне домашнє господарство  становив 63 759 доларів США (медіана — 52 863), а середній дохід на одну сім'ю — 73 506 доларів (медіана — 63 750). Медіана доходів становила 46 000 доларів для чоловіків та 38 036 доларів для жінок. За межею бідності перебувало 13,6 % осіб, у тому числі 17,2 % дітей у віці до 18 років та 17,2 % осіб у віці 65 років та старших.
Цивільне працевлаштоване населення становило 837 осіб. Основні галузі зайнятості: виробництво — 17,3 %, освіта, охорона здоров'я та соціальна допомога — 15,5 %, мистецтво, розваги та відпочинок — 11,9 %, будівництво — 11,7 %.